# برج البردويل
برج البردويل هو قلعة صليبية يقع على ارتفاع 800 متر فوق سطح البحر، في الجهة الغربية من بلدة سلواد، وتطل على مساحات زراعية واسعة تضم أشجار الزيتون وأنواعاً مختلفة من الثمار التي زرعها أهالي البلدة. كما أن موقعها المتميز يمنحها إطلالة استراتيجية على طريق رئيسي يربط بين القدس ونابلس، مما يجعلها ذات أهمية تاريخية وجغرافية كبيرة. تم بناء القلعة في القرن الثاني عشر، وقد كانت عبر التاريخ محط اهتمام العديد من الجهات. في عام 1875، زار "صندوق استكشاف فلسطين" المنطقة وأعدّ تقريراً أولياً عنها، مما يشير إلى أهمية الموقع حتى قبل بداية الاحتلال الإسرائيلي.
خلال فترة الانتداب البريطاني، زارها أحد الضباط البريطانيين والتقط أول صورة فوتوغرافية لها. كما تُعد القلعة من أبرز معالم بلدة سلواد، التي تعاني تهديداً متزايداً من النشاط الاستيطاني، وهذه القلعة الأثرية أصبحت مؤخراً هدفاً للمستوطنين الذين بدأوا بوضع موطئ قدم لهم في المنطقة المحيطة بها.

## دور القلعة في النضال
تحمل منطقة برج البردويل ذكريات نضالية هامة للشعب الفلسطيني خلال ثورة عام 1936، كانت المنطقة مركزاً للثوار. في انتفاضة الحجارة الأولى، لعبت دوراً محورياً كمقر للمنتفضين والمطاردين الذين انطلقوا منها للاشتباك مع قوات الاحتلال في مناطق مجاورة، مثل عيون الحرامية. كذلك، شهدت الانتفاضة الثانية عام 2000 نشاطات نضالية بارزة في المنطقة.

## انتهاكات الاحتلال
بدأ المستوطنون نشاطهم الاستيطاني في المنطقة عبر نصب كرفان وخزان مياه كبير، مع رفع أعلام الاحتلال، ويافطات تحمل شعارات عنصرية. كما أحضر المستوطنون مجموعة من الأبقار، مما يشير إلى محاولات الاستيطان الزراعي في المنطقة. كما سبق أن حاولوا إقامة خيام في المكان قبل سنوات، لكن أهالي سلواد تصدوا لهم وأحبطوا هذه المحاولات. إلا أن تصاعد وتيرة التردد الاستيطاني على المنطقة مؤخراً يشير إلى خطر دائم يهدد القلعة وما يحيط بها.